# Ritornerò in settembre/Non ti voglio più
Ritornerò in settembre / Non ti voglio più è il terzo singolo su 7" de I Jaguars pubblicato nel 1966 dalla CDB.

## Tracce
Lato A
1. Ritornerò in settembre

Lato B
1. Non ti voglio più